# Alvaro Leonardi
Alvaro Leonardi (Terni, 1895. november 16. – Cameri, 1955. január 1.) hadnagy, az első világháború egyik olasz származású vadászpilótája volt. Szolgálata során 8 igazolt és 3 igazolatlan légi győzelmet szerzett a 80ª (80. repülő osztag) pilótájaként. Szolgálatának elismeréseként megkapta az olasz Katonai Vitézségi Érmet.

## Élete
Leonardi 1895-ben született Terniben.

### Katonai szolgálata
Leonardi nagy valószínűséggel már a háborúba való belépéskor (1915) is harcba szállt az olasz-fronton. A pilótaképzést 1916 körül kezdte, amelynek elvégzése után beosztották egy vadászrepülő századba, nagy valószínűséggel a 41ª, vagyis a 41. repülő osztagba. Később azonban elkerült innen a Squadriglia 80-ba amelynek a háború végére a legeredményesebb pilótája lett. 1917. május 24-én megszerezte első légi győzelmét egy hidroplán felett, Grado község légterében. Öt hónapra rá október 27-én egy újabb hidroplánt lőtt le, ezúttal Doberdó közelében. November 6-án Cosimo Rizzottóval megosztva újra győzedelmeskedett, ezúttal egy Hansa-Brandenburg C.I-es felett. November 27-én egy igazolatlan győzelmet szerzett, míg negyedik igazolt légi győzelmét 1918. február 5-én egy Albatros D.III-as ellenében szerezte meg. Márciusban 1 igazolt és 1 igazolatlan a győzelmi mérlege. Eléri az ászpilóta minősítést (5 igazolt légi győzelem), ezért megkapja a Vitézségi Érmet. 1918 májusában megszerzi 6. légi győzelmét. A háború végéig még további 2 igazolt és 1 igazolatlan győzelmet szerez.

### Légi győzelmei
| Sorszám     | Dátum               | Ellenfél              | Egység | Megjegyzés                   |
| ----------- | ------------------- | --------------------- | ------ | ---------------------------- |
| 1.          | 1917. május 24.     | Hidroplán             | 80ª    | -                            |
| 2.          | 1917. október 27.   | Hidroplán             | 80ª    | -                            |
| 3.          | 1917. november 6.   | Hansa-Brandenburg C.I | 80ª    | Cosimo Rizzottóval megosztva |
| Igazolatlan | 1917. november 27.  | Ismeretlen            | 80ª    | -                            |
| 4.          | 1918. február 5.    | Albatros D.III        | 80ª    | -                            |
| Igazolatlan | 1918. március 5.    | Légi ballon           | 80ª    | -                            |
| 5.          | 1918. március 24.   | Ismeretlen            | 80ª    | -                            |
| 6.          | 1918. május 23.     | Ismeretlen            | 80ª    | -                            |
| Igazolatlan | 1918. június 18.    | Ismeretlen            | 80ª    | -                            |
| 7.          | 1918. július 15.    | Ismeretlen            | 80ª    | -                            |
| 8.          | 1918. augusztus 20. | Ismeretlen            | 80ª    | -                            |